# Ytres
Ytres – miejscowość i gmina we Francji, w regionie Hauts-de-France, w departamencie Pas-de-Calais.
Według danych na rok 2011 gminę zamieszkiwało 436 osób, a gęstość zaludnienia wynosiła 102 osób/km² (wśród 1549 gmin regionu Nord-Pas-de-Calais Ytres plasuje się na 879. miejscu pod względem liczby ludności, natomiast pod względem powierzchni na miejscu 744.).

## Historia
Ytres zawdzięcza swój początek, rozwój, jak i również kościół św. Piotra, założonej w 691 roku miejscowości Honnecourt-sur-Escaut. W 1077 roku została wprowadzona ustawa pozwalająca miasteczku pobierać podatek Octroi (forma podatku od importowanych dóbr) między Ytres a Ginchy: 1 obol od wyładowanej taczki, 1 denar za obłożone zwierzę juczne, 1 sou za zwierzę coś ciągnące.
Najstarszym znanym władcą Ytres był Jean de Belleforière. Jego następca, Charles-Maximilien (baron Ytres), wsławił się w 1668 roku podczas bitwy o Lens.
Z czasem przemysł rolniczy został wyparty przez tkactwo. Tak więc, przędzalnik zarabiał 10 sou dziennie, a tkacz 20-25 sou.

## Populacja
Mieszkańcy tego regionu nazywani są Ytriens.

Populacja Ytres w przeciągu lat

W 2011 r. gmina miała 436 mieszkańców. Ewolucja liczby mieszkańców jest znana ze spisów ludności przeprowadzanych w mieście od 1793 roku. W XXI wieku spis ludności gmin z liczbą mieszkańców mniejszą niż 10 000 jest przeprowadzany co pięć lat, w przeciwieństwie do innych gmin, w których przeprowadza się badania każdego roku.